# 克拉皮納-扎戈列縣
克拉皮納-扎戈列縣，是克羅地亞北部的一個縣，西鄰斯洛文尼亞。面積1,224平方公里，人口142,432（2001年）。首府克拉皮納。
下分七市、二十五鎮。縣議會有51席。